# التصنيفات الاجتماعية للحركات الدينية

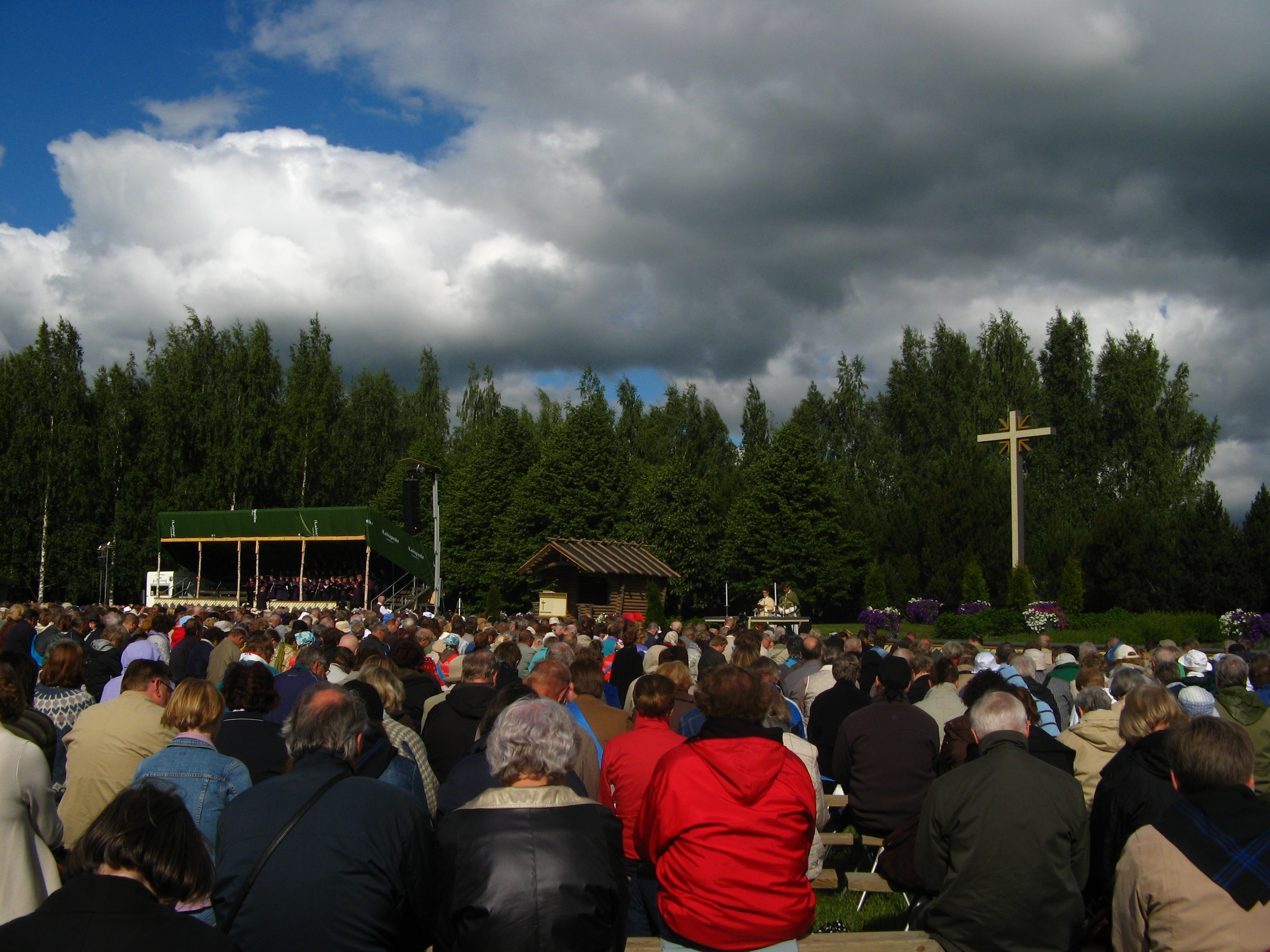
احتفال ديني

اقتُرحت العديد من التصنيفات الاجتماعية للحركات الدينية من قبل الباحثين. في علم اجتماع الدين، أكثر تصنيف يستخدم هو النمذجة الفرقية الكنسية. أوردت النمذجة أن الكنائس والإكيلازيا والطوائف والفرق تشكل سلسلةً مستمرةً مع انخفاض تأثيرها على المجتمع. الفرق هي مجموعاتٌ منفصلةٌ عن أكثر الحركات الدينية السائدة وتميل إلى أن تكون في حالة توترٍ مع المجتمع.
تقع الحركات الدينية الجديدة والملل خارج هذه الاستمرارية وتملك بالمقارنة مع المجموعات آنفة الذكر معتقدات غير مألوفة. صُنفت حسب موقفها تجاه المجتمع ومستوى مشاركة مؤيديها.

## النمذجة الفرقية الكنسية
تعود أصولها إلى أعمال ماكس فيبر. الفرضية الأساسية هي وجود سلسلة مستمرة تقع عليها الأديان، تترواح من التوجه شبه الاحتجاجي للفرق إلى الحفاظ على الاستقرار الكنسي. توجد على امتداد هذه السلسلة أنواع إضافية متعددة، سنناقش كل واحدة منها بدورها.
استُخدمت العديد من العبارات الوصفية بشكلٍ شائع من قبل غبر اختصاصيين في علم الاجتماع للإشارة إلى الأديان ومالت إلى أن تُستخدم بصورة متبادلة. عند الحديث تقنيًا، لن يستخدم اختصاصي علم الاجتماع هذه العبارات بصورة متبادلة إذ يستخدم تسميات للأديان ذات ميزات محددة جدًا.
تُصنف عادةً هذه الأديان المختلفة من قبل اختصاصي علم الاجتماع في نماذج مثالية. تعد النماذج المثالية من الأمثلة الأصيلة للفئات. وبسبب التباين الكبير في كل دين، سوف يختلف مدى تمسك الدين المستقل بتصنيف نموذجه المثالي في الواقع. ومع ذلك، يكون مشروع التصنيف مفيدًا لأنه يرسم أيضًا نوع العملية التطورية للأديان.

### الكنيسة والإكيلازيا
زوّد جونستون الخصائص السبع التالية للكنائس:
- المطالبة بالعمومية، إذ تشمل جميع أفراد المجتمع ضمن صفوفهم، ولديها ميلٌ قويٌّ لمساواة «المواطنة» بـ «العضوية».
- ممارسة الاحتكار الديني ومحاولة إلغاء المنافسة الدينية.
- التحالف بشكلٍ وثيقٍ مع الدولة والقوى العلمانية، يوجد في أحوال كثيرة تداخلٌ في المسؤوليات والعديد من التعزيزات المشتركة.
- تُنظَم بشكلٍ كاملٍ على أنها مؤسسةٌ بيروقراطيةٌ هرميةٌ مع تقسيمٍ معقدٍ للعمل.
- توظف رجال دين مختصين بدوامٍ كاملٍ ويملكون المؤهلات المناسبة للتعليم ولمراسم الاحتفال بترسيم الكاهن الرسمية.
- كسب أعضاءٍ جددٍ في المقام الأول من خلال التكاثر الطبيعي والتنشئة الاجتماعية للأطفال في صفوفهم.
- السماح بالتعددية من خلال إنشاء مجموعات مختلفة داخل الكنيسة (منها مثلًا الراهبات أو الرهبان) بدلأ من تشكيل أديانٍ جديدةٍ.

المثال الكلاسيكي لكنيسةٍ بهذا التعريف هي الكنسية الكاثوليكية، خاصةً في الماضي، مثل كنيسة الدولة في الإمبراطورية اليونانية.
يكون الإسلام نظام حكم في دولٍ مثل السعودية وإيران، حيث لا يوجد فصل بين الدولة والدين. ينصّ النظام الأساسي للحكم في السعودية: «]الدستور في السعودية هو[ كتاب الله ]القرآن[ وسنة نبيه ]محمد[». تُحكم هذه الدول بموجب التفسير الكلي للقانون الديني (السلفية في حالة السعودية)، ويسيطر القانون الديني على النظام القضائي. وبكلّ الأحوال، لا تتضمن السعودية معيار جونستون لرجل الدين الكاهن وللهيكل الهرمي الصارم، إذ يوجد عندها عالم الدين. عند الطائفة الشيعية، يوجد رجل دينٍ مختص يترأسه آية الله العظمى.
الإكيلازيا هي تعديلٌ بسيطٌ في النموذج الكنسي. تشمل الإكيلازيا الخصائص السابقة للكنائس مع استنثاء أنها عمومًا أقل نجاحًا في كسب الإخلاص المطلق بين كل أفراد المجتمع  وليست الهيئة الدينية الوحيدة. يناسب هذا النموذج كنائس الدولة في بعض الدول الأوروبية.

### الطوائف
تقع الطوائف بين الكنيسة والفرق على السلسلة المستمرة. ظهرت الطوائف إلى الوجود عندما خسرت الكنائس سلطتها الدينية في المجتمع. الطائفة هي دينٌ واحدٌ بين عديد من الأديان. عندما تصبح الكنائس أو الفرق مذاهب، تتغير أيضًا بعض خصائصها. طرح جونس الخصائص الثماني التالية للطوائف:
1. مشابهة للكنائس، ولكنها لا تشبه الفرق، لكونها في علاقاتٍ جيدةٍ نسبيًا مع الدولة والقوى العلمانية وتحاول أيضًا أن تؤثر في الحكومة أحيانًا.
2. الحفاظ على الانفتاح على أقل تقدير والعلاقات الودية المقبولة عادةً مع الطوائف الأخرى في سياق التعددية الدينية.
3. تعتمد في المقام الأول على الولادات لزيادة الأعضاء، مع أنها تقبل المتحولين لدينها، إذ يتابع بعض الأشخاص النشيطين التبشير.
4. قبول مبدأ التغيير المتحفظ على الأقل في العقيدة والممارسة وتسمح ببعض الاختلاف والتنوع اللاهوتي.
5. تتبع إلى حدٍّ ما طقوسًا دينية وخدمة العبادة والتي لا تشجع بشكل صريحٍ على التعبير العاطفي العفوي.
6. تدريب وتوظيف رجل دين مختص يجب أن يلبي الشروط الرسمية من أجل الشهادة.
7. قبول انخراط أعضاء يكون أقل شمولية مقارنةً من الفرق، ولكنه أكثر انخراطًا من الكنائس.
8. تستقطب عادةً الطبقات المتوسطة والعليا بشكلٍ غير متكافئٍ.

معظم الهيئات المسيحية المتشكلة ما بعد الإصلاح هي طوائف حسب هذا التعريف (مثل الكنيسة المعمدانية، والميثودية، واللوثرية، والسبتيون).

### الفرق الدينية
نسبةً إلى علم الاجتماع، تُعرف «الفرقة» على أنها مجموعة دينية متشكلة حديثًا شُكلت لتحتج على عناصر في دينها (بشكلٍ عام طائفة). تميل دوافعها إلى أن تكون موضع اتهامٍ على أنها ردةٌ أو هرقطةٌ (زندقة) حسب دينها الأم، يُدينون عادةً النزعات التحررية في التطور الطائفي ويؤيدون العودة إلى الدين «الصحيح» حسب ما يزعمون.
يميل عادةً قادة الحركات الفرقية (أي عند تشكيل فرقة جديدة) إلى أن يكونوا من طبقة اقتصادية اجتماعية دنيا أكثر من أعضاء الطائفة الأم، لم يُفهم بعد مكون تطور الفرقة تمامًا. اعتقد معظم الباحثين أن ما يشكل الفرقة والمتضمن للتمييز الطبقي الاجتماعي، يعكس محاولةً لتعويض النواقص في الطبقات الاجتماعية المتدنية. غالبًا ما تكون النتيجة المشاهدة لهذه العوامل الاندماج في لاهوت الفرقة الجديدة كراهيةً من زينة الأثرياء (مثل المجوهرات أو رموز الثروة الأخرى).
تأخذ الفرق بعد هذا التكوّن ثلاث طرق فقط: التفكيك، أو المأسسة، أو التطور النهائي إلى طائفة. إذا تلاشت أعضاء الفرقة، فسوف تتفكك. إذا زاد الأعضاء، ستُجبر للتأقلم مع خصائص الطوائف من أجل المحافظة على النظام (مثل البيروقراطية، والعقيدة الواضحة، الخ..). وحتى ولو لم تزداد العضوية أو زادت ببطءٍ، سوف تطور معايير لضبط سلوك ونشاطات المجموعة. يتنج عن تطور المعايير نقصٌ في التلقائية، والتي تعد عادةً واحدةً من أسرار الجاذبية الأولى للفرق. يمكن للتأقلم مع الخصائص الشبيهة بالطوائف أن يحول الفرقة إلى طائفةٍ بشكلٍ كاملٍ، أو في حال بُذلت جهودٌ واعيةٌ للحفاظ على بعض المكونات التلقائية والاحتجاجية للفرق فيمكن أن تتنج فرقةً مؤسسةً. الفرقة المؤسسة هي في منتصف المسافة ما بين الطوائف والفرق على السلسلة المستمرة لتطور الأديان. تملك خليطًا من الخصائص الشبيهة بالفرقة والخصائص الشبيهة بالطائفة. تتضمن الأمثلة: هوتريتيون وإغليشا ني كريستو وأميش.
نشأت معظم الطوائف المعروفة جيدأ الموجودة في الولايات المتحدة كفرق انفصلت عن طوائف (أو كنائس، كما في حالة اللوثرية والأنجليكية). تتضمن الأمثلة: الميثودية، والكنيسة المعمدانية، والسبتيون.
ومثال على فرقة مؤسسة لم تصبح طائفة هي مينوناتية.

## نمذجة الملة
تخلفت فكرة «الملة» عن التدقيق في المصطلحات التي استُخدمت لتحليل الأشكال الأخرى من التوجهات الدينية. تناول بروس كامبل فكرة ترولتش بتعريف الملة بصفتها مجموعات دينية غير تقليدية تعتمد على العنصر الإلهي داخل الأفراد. قُدمت ثلاثة نماذج مثالية للمجموعات المتطرفة:
1. نموذج تنوير موجه باطنيًا.
2. نموذج مساعد، والذي تسعى فيه التجربة الداخلية وحيدةً من أجل تأثيراتها.
3. نموذج موجه خدميًا يركز على مساعدة الآخرين.

قدُمت أيضًا ست مجموعاتٍ في تطبيقات التحليل: الثيوصوفية، وحكمة الروح، والفلسفة الروحانية، والفكر الجديد، والسينتولوجيا، والتأمل التجاوزي.